# Aeronave de gravedad reducida

Trayectoria de maniobras en gravedad cero.

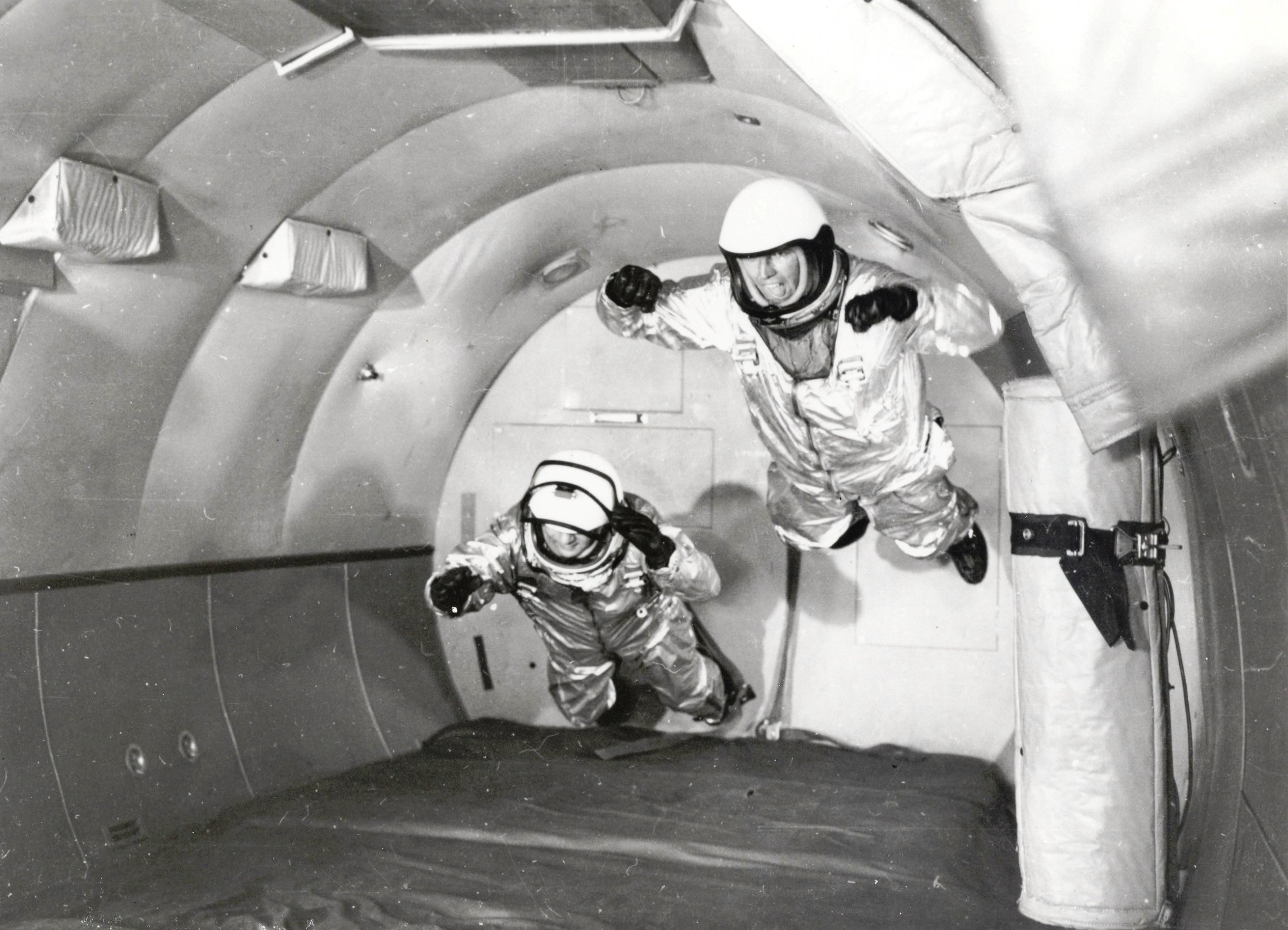
Astronautas del Project Mercury a bordo de la aeronave "C-131 Samaritan" en 1959.

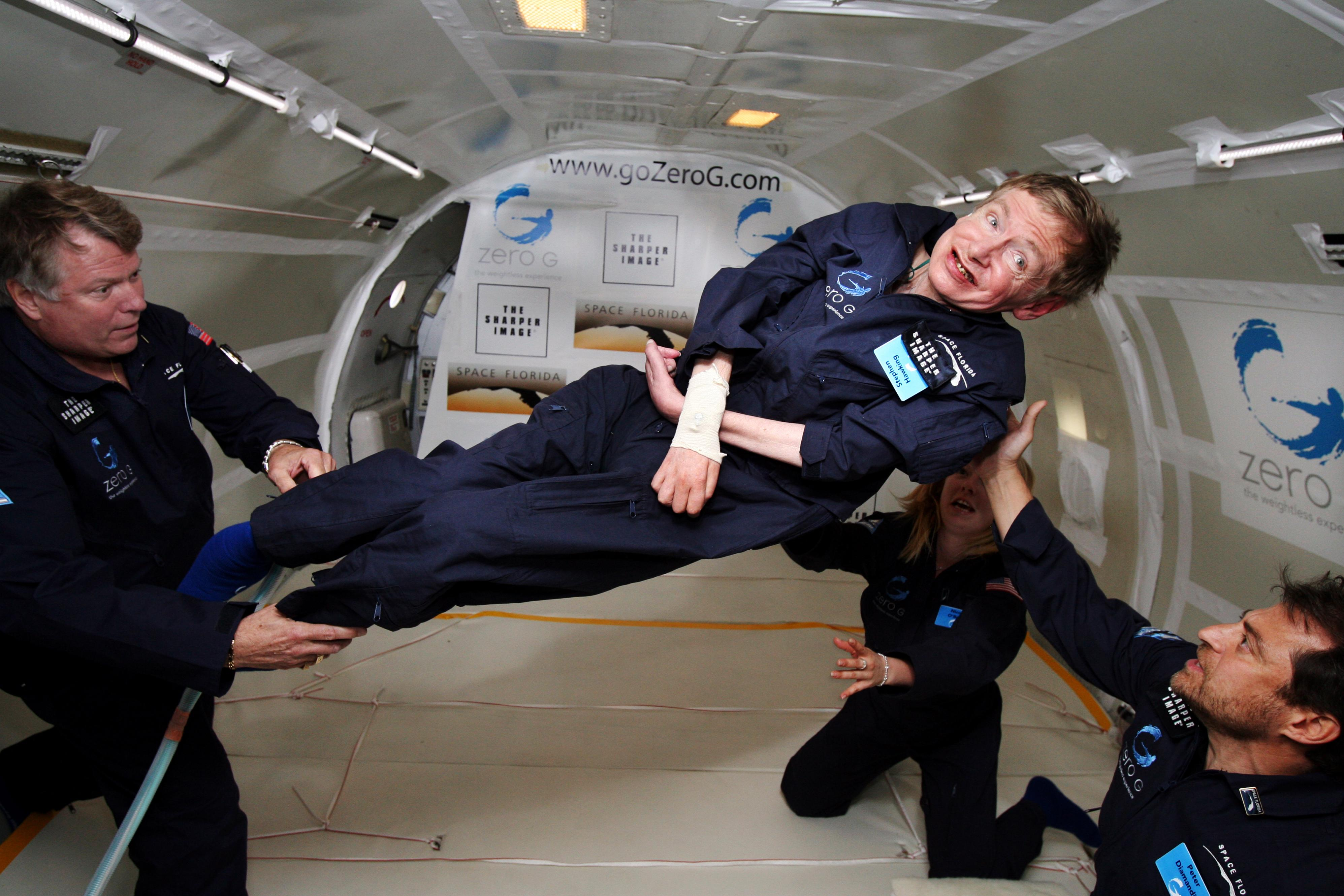
El físico Stephen Hawking a bordo de una aeronave de gravedad reducida en 2007.

Una aeronave de gravedad reducida es un tipo de aeronave que provee ambientes breves de poca gravedad para el entrenamiento de astronautas, investigaciones y la grabación de películas.
Las versiones de este tipo de naves, también conocidas como Maravillas Ingrávidas, han sido operadas por el Programa de Investigación de Gravedad Reducida de la NASA. El nombre no oficial de "cometa vómito" se volvió popular entre aquellos que han estado en ellas.

## Principios de operación
La aeronave da una sensación de ingravidez a sus ocupantes al seguir un camino de vuelo (aproximadamente parabólico) elíptico relativo al centro de la Tierra. Al seguir este camino, la aeronave y su carga se encuentran en caída libre en algunos momentos. La aeronave es usada de esta manera para mostrar a los astronautas qué se siente orbitar la Tierra. Durante este tiempo la nave no ejerce ninguna fuerza de reacción terrestre, causando la sensación de ingravidez.
Inicialmente, la aeronave asciende con un ángulo de 45 grados usando un impulso de motor y controles de elevación. La sensación de ingravidez se logra al reducir el impulso y bajando la punta de la aeronave para mantenerla neutral, o a 0 grados. La ingravidez comienza al ascender y dura todo el recorrido hasta que la aeronave llega a un ángulo de -30 grados. En este punto, la nave se encuentra con la punta hacia abajo a una alta velocidad, y debe comenzar a elevarse nuevamente para repetir la maniobra. La fuerza de gravedad es entonces el doble en este punto, y dura hasta que la aeronave se encuentra a mitad de su trayectoria nuevamente hacia arriba y el piloto reduce el impulso y baja la punta de la nave.
Esta aeronave es usada para entrenar astronautas en maniobras en gravedad cero, dándoles alrededor de 25 segundos de ingravidez con cada ciclo de vuelo. Durante este entrenamiento la nave vuela típicamente entre 40 y 60 ciclos parabólicos. Aproximadamente en cada dos de tres pasajeros se presentan náuseas debido al mareo, lo que le da el apodo a la aeronave de "cometa vómito".

## Usos por la NASA

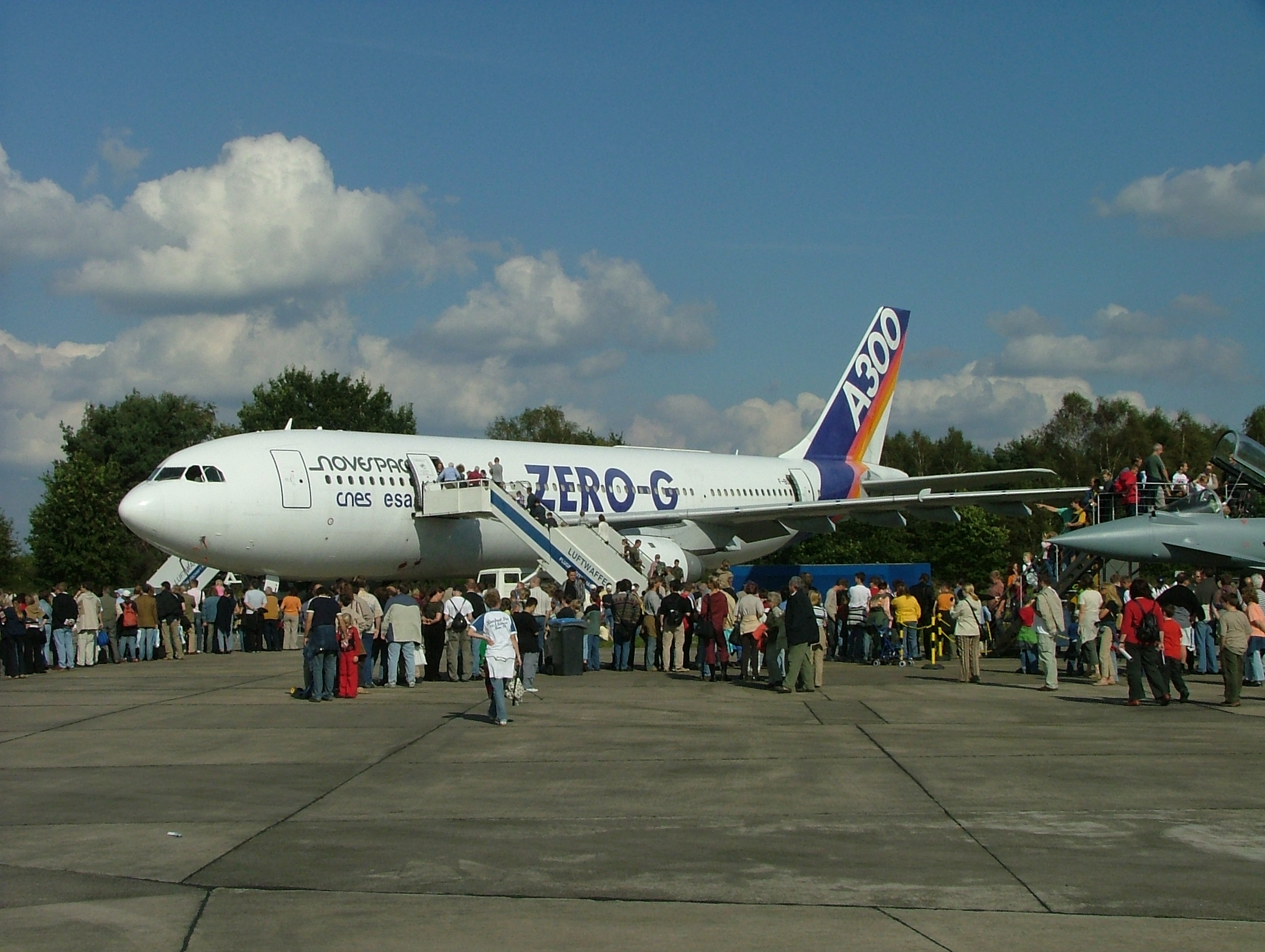
A300-ZERO-G

La NASA ha realizado vuelos en gravedad cero con varias aeronaves por muchos años. En 1959, astronautas del Project Mercury entrenaron en una aeronave "C-131 Samaritan", la cual fue apodada como el "cometa vómito".
Naves KC-135 Stratotanker fueron usadas hasta diciembre de 2004, fecha en que fueron retiradas. Una aeronave KC-135A, también conocida como NASA 930, fue usada por Universal Pictures y la compañía productora Imagine Entertainment para filmar escenas de ingravidez de la película Apolo 13; esa nave fue retirada en el año 2000 y actualmente se encuentra en exhibición en Ellington Field, cerca del Centro Espacial Johnson. Se estima que el KC-125A voló alrededor de 58 000 parábolas.
En 2005, la NASA reemplazó la aeronave con una McDonnell Douglas C-9B Skytrain II (N932NA) que había sido propiedad de la aerolínea KLM Royal Dutch Airlines y la Armada de los Estados Unidos.
Actualmente, la NASA tiene un contrato de servicios de microgravedad con la compañía Zero Gravity Corporation (ZERO-G) y hace uso de la nave "G-FORCE ONE", la cual es un Boeing 727-200 modificado.
La NASA anunció la cancelación del Programa de Gravedad Reducida el 10 de abril de 2014 y cesó las operaciones después de los vuelos planeados en julio de 2014.

## Fuera de la NASA

### Canadá
La Agencia Espacial Canadiense y el Consejo de Investigación Nacional tienen una nave Falcon 20 usada para investigaciones en microgravedad. La pequeña nave no es usada normalmente por personas con el objetivo de tener una experiencia de ingravidez, sin embargo, el comediante Rick Mercer usó esta aeronave para un segmento de su show.

### Ecuador

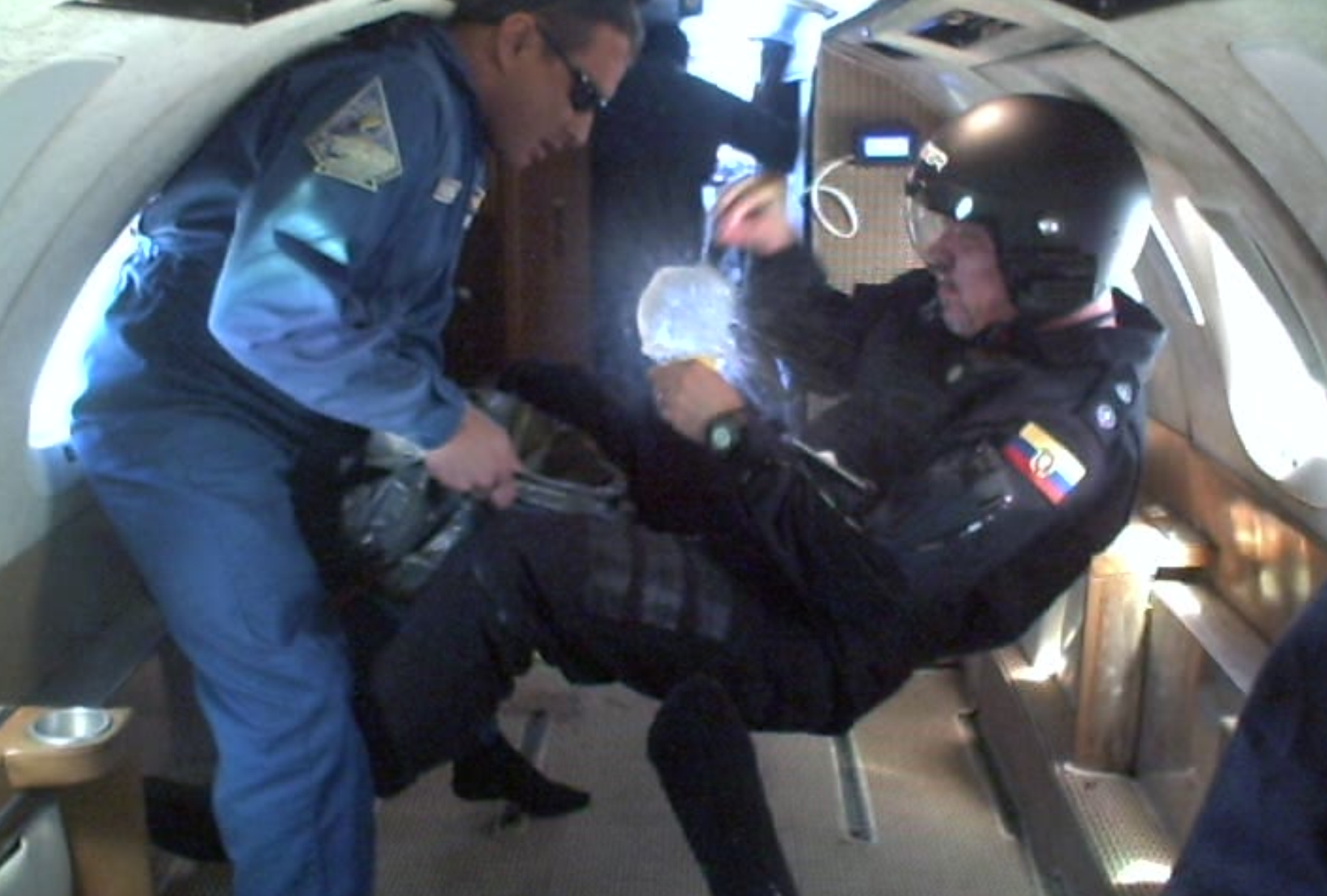
Tripulación ecuatoriana en un ambiente de ingravidez.

La primera nave de gravedad cero que entró en servicio en América Latina fue un "T-39 Sabreliner", apodado el CÓNDOR. Esta aeronave ha sido operada por la Agencia Espacial Civil Ecuatoriana y la Fuerza Aérea Ecuatoriana desde mayo de 2008. El 19 de junio de 2008, esta nave llevó a un niño de 7 años que logró romper el récord Guinness mundial al ser la persona más joven en estar en un ambiente de microgravedad.

### Europa
Desde 1984, la Agencia Espacial Europea y el Centro Nacional de Estudios Espaciales realizaron misiones similares en gravedad reducida en una variedad de aeronaves, las cuales incluían un KC-135 de la NASA, el "Sud Aviation Caravelle", un Ilyushin Il-76, y más recientemente un Airbus A300 conocido como el Zero-G. Desde 1997, la subsidiaria del Centro Nacional de Estudios Espaciales (CNES) Novespace se ha encargado de administrar estos vuelos. En 2014, el A300 fue eliminado en favor de un sistema más moderno Airbus A310.

### Rusia
En Rusia se ofrecen vuelos comerciales a bordo del jet Ilyushin Il-76. Muchas compañías americanas registran vuelos en estos jets.

### Estados Unidos

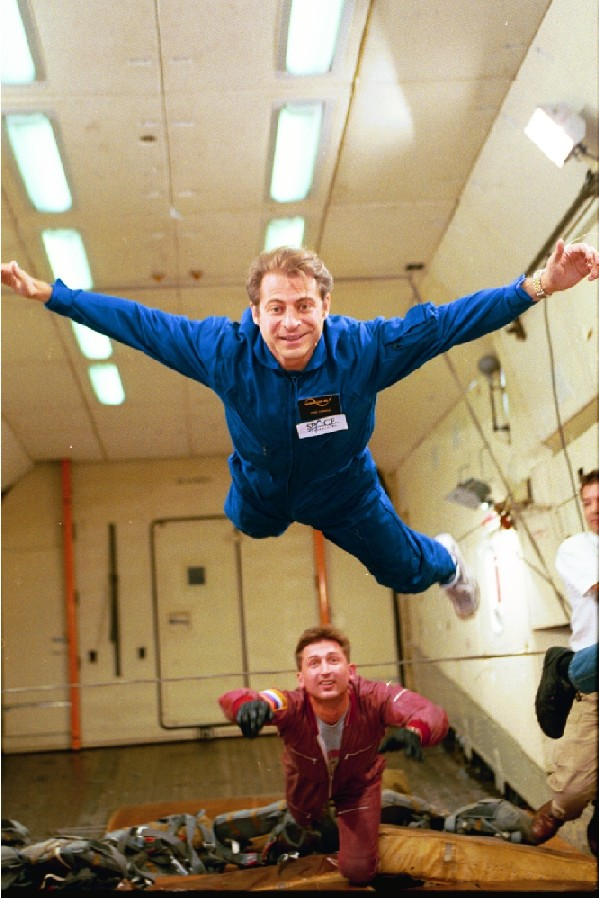
Peter Diamandis de la empresa "Zero Gravity Corporation".

A finales de 2004, la empresa "Zero Gravity" se convirtió en la primera compañía americana en ofrecer vuelos en gravedad cero al público general, usando jets Boeing 727. Cada vuelo consiste en la realización de 15 parábolas, incluyendo simulaciones de los niveles gravitacionales de la Luna y Marte. Asimismo, ofrece simulaciones en ingravidez.
En 2014, el socio en investigación de Swiss Space System en Estados Unidos, "Integrated Spaceflight Services", comenzó a ofrecer servicios de ingravidez a bordo de un Airbus A340, así como una certificación de ciencia e ingeniería.
La empresa Aurora Aerospace, ubicada en Oldsmar, Florida, ofrece viajes en gravedad cero usando un Fuji/Rockwell Commander 700. También es usado para realizar simulaciones de la gravedad en la Luna y Marte.

## Mareo
De acuerdo al exdirector del Programa de Investigación en Gravedad Reducida, John Yaniec, la ansiedad de los pasajeros los lleva a tener mareos durante los vuelos. El estrés en sus cuerpos crea una sensación de pánico y esto causa que el pasajero vomite. Yaniec estima que "un tercio de los pasajeros enferman fuertemente, el segundo tercio moderadamente, y la última parte no presenta síntomas." El vómito es referido como "enfermedad".
En vuelos comerciales ofrecidos por Zero Gravity Corporation, pocos pasajeros se sienten mal. Esto es porque los vuelos que ofrece esta compañía son mucho más cortos que los vuelos de la NASA.
Frecuentemente se usa la Escopolamina como un antiemético durante el vuelo de gravedad reducida.